# Rigó Csaba Balázs
Rigó Csaba Balázs (Salgótarján, 1965. január 1.-)  magyar közgazdász, 2020. április 15-től a Gazdasági Versenyhivatal elnöke.

## Életpályája
1987-ben az ELTE-n programozó matematikus, majd 1989-ben  okleveles programtervező matematikus diplomát, 1995-ben a Pénzügyi és Számviteli Főiskolán szakközgazdász képesítést szerzett.
2004-ben a Budapesti Műszaki Egyetemen közbeszerzési menedzser szakértői képesítést nyert. 2009-ben a Budapesti Corvinus Egyetemen angol nyelvű MBA-n szakközgazdászként végzett.
1989-1994 között a Magyar Olaj- és Gázipari Rt. jogelődjénél programtervező, rendszergazda volt, majd 1994-1997 között a Pannon Petroleum Kft.-nél marketing és információ-technológiaivezető. Ezután egyéni vállalkozóként rendszertervező és szoftverfejlesztő informatikusként dolgozott. 1999-től 2002-ig az Észak-Zalai Víz és Csatornamű Rt.-nél volt igazgatósági tag. 2000-től 2002-ig a Nyugat Dunántúli Regionális Fejlesztési Tanács régiószervezési bizottsági tagja. 2002-től 2010-ig Zalaegerszeg önkormányzati képviselője. 2007-től 2010-ig Zalaegerszeg Kertváros városrész Településrészi Önkormányzatának vezetőjeként dolgozott. 2005-től az Zalaegerszeg és környéke csatornahálózat és szennyvíztisztító-telep fejlesztésére, majd 2010-től az ivóvízminőségének javítására létrejött önkormányzati társulás elnöke volt 2010-ig.
Ezután 2011-től kormánymegbízott volt a Zala Megyei Kormányhivatalnál. 
2015. október 21-én a Közbeszerzési Hatóság keretében működő Közbeszerzések Tanácsa 11 igen szavazattal, ellenszavazat és tartózkodás nélkül, egyhangúlag megválasztotta elnökének Rigó Csaba Balázst. (A hatályos jogszabályok szerint a Tanács elnöke öt évig a Közbeszerzési Hatóság elnöki posztját is betölti.)
Miután megbízása a Közbeszerzési hatóság elnökeként megszűnt, 2020. április 15-ei hatállyal  – Magyarország miniszterelnökének javaslata alapján – a köztársasági elnök őt nevezte ki 6 éves időtartamra a Gazdasági Versenyhivatal elnökévé.

## Családja
- Három gyermeke van.

## Társadalmi szerepvállalása
- 1998-tól a Fidesz zalaegerszegi csoportjának tagja.
- 2010-től a Koraszülöttmentő és Gyermekintenzív Alapítvány, valamint a Holnapocska Tábor önkéntese.
- 2004-től a Magyar Közgazdasági Társaság tagja.
- 2010-től a Közbeszerzések Tanácsában tanácstag.